# Pan Planeta
Pan Planeta – czwarty długogrający album zespołu Ścianka, ostatni nagrany z udziałem Jacka Lachowicza i Andrzeja Koczana. Płyta została wydana w czerwcu 2006 roku przez wytwórnię Ampersand. Album zebrał na ogół pozytywne recenzje, znalazł się też na 5. miejscu najlepszych albumów roku w rankingu polskiego portalu muzycznego Screenagers, najwyżej ze wszystkich polskich płyt roku 2006.
W 2009 roku płyta została wznowiona przez EMI.

## Historia
Pan Planeta jest czwartym albumem Ścianki, nagranym w 2005 i 2006 roku. Część kompozycji które znalazły się na płycie („Boję się zasnąć, boję się wrócić do domu”, „Wielki Defekator”, „Wichura (Głowa czerwonego byka)”, „Gotowanie dla każdego: Gwiazdy”, „Pan Planeta”) prezentowanych było na koncertach w 2004 i 2005 roku.

## Tytuł
Maciej Cieślak w jednym z wywiadów wyjaśnił znaczenie tytułu płyty: „Pan Planeta to taka kaprysząca głowa, która krąży po orbicie nieznanej gwiazdy i patrzy na nas przez lunetę. Coś tam sobie gada w kosmosie, ale jest za daleko, by ją usłyszeć”.

## Styl
Według Cieślaka „brzmienie Pana Planety jest żrące i toksyczne. Tworzą je bardzo zróżnicowane kompozycje. Płytę będzie promować typowa piosenka – „Boję się zasnąć, boję się wrócić do dom”u. Ale na albumie są również znacznie bardziej rozbudowane utwory – w tym dwa szamańskie transy oparte na zdekonstruowanym rytmie techno oraz trzy mikro-słuchowiska z elementami estetyki ambient. Całość kończy się dziewięciominutową orgią hałasu”. Pytany o kompozycje utworów wyjaśniał: „„Pęknięcie 1” to jest jedyny fragment w całości zaimprowizowany, bez żadnego planu. Jest wynikiem jednodniowej sesji, którą zrobiliśmy sobie w trójkę z Jackiem i Arkiem, poprawiając sobie nastrój wiadomą konsumpcją. Dlatego tak to sobie potem nazwałem – „Pęknięcie 1”. Natomiast „Zepsuta piosenka” jest kompozycją. To mój ulubiony styk porządku i chaosu”.

## Spis utworów
1. "Boję się zasnąć, boję się wrócić do domu" – 4:44
2. "Pęknięcie 1" – 1:53
3. "Wielki Defekator" – 5:53
4. "Zepsuta piosenka" – 2:02
5. "Ryba-kość" – 1:13
6. "Armia palców u nóg" – 0:51
7. "Wichura (Głowa czerwonego byka)" – 9:38
8. "Gotowanie dla każdego: gwiazdy" – 6:48
9. "Pan Planeta" – 7:20